# Zarea Luhansk
FC Zarea Luhansk (în ucraineană ФК «Зоря» Луганськ), în trecut cunoscut și ca Zorea Voroșilovgrad și Zorea-MALS, este un club de fotbal din Luhansk, Ucraina.

## Lotul actual
La 31 august 2015.
| Nr. |         | Poziție | Jucător                                           |
| --- | ------- | ------- | ------------------------------------------------- |
| 1   | Croația | P       | Krševan Santini                                   |
| 3   | Belarus | F       | Mikhail Sivakov                                   |
| 4   | Ucraina | M       | Ihor Chaykovskyi                                  |
| 5   | Ucraina | F       | Artem Hordiyenko                                  |
| 6   | Ucraina | M       | Mykyta Kamenyuka (captain)                        |
| 8   | Ucraina | M       | Vyacheslav Tankovskyi (împrumutat de la Shakhtar) |
| 9   | Ucraina | A       | Artur Zahorulko (împrumutat de la Shakhtar)       |
| 10  | Georgia | A       | Jaba Lipartia                                     |
| 16  | Ucraina | F       | Hryhoriy Yarmash                                  |
| 18  | Ucraina | M       | Ruslan Malinovskyi (împrumutat de la Shakhtar)    |
| 20  | Ucraina | M       | Oleksandr Karavayev (împrumutat de la Shakhtar)   |
| 22  | Serbia  | M       | Željko Ljubenović                                 |
| 23  | Ucraina | M       | Kyrylo Doroshenko                                 |
| 24  | Ucraina | M       | Dmytro Hrechyshkin (împrumutat de la Shakhtar)    |

| Nr. |         | Poziție | Jucător                                        |
| --- | ------- | ------- | ---------------------------------------------- |
| 27  | Ucraina | F       | Ihor Kalinin                                   |
| 28  | Ucraina | A       | Pylyp Budkivskyi (împrumutat de la Shakhtar)   |
| 29  | Ucraina | M       | Andriy Totovytskyi (împrumutat de la Shakhtar) |
| 30  | Ucraina | P       | Mykyta Shevchenko (împrumutat de la Shakhtar)  |
| 34  | Ucraina | M       | Ivan Petryak                                   |
| 36  | Ucraina | P       | Andriy Poltavtsev                              |
| 39  | Ucraina | F       | Yevhen Opanasenko                              |
| 44  | Ucraina | F       | Vyacheslav Checher                             |
| 49  | Ucraina | A       | Dmytro Lukanov                                 |
| 57  | Ucraina | F       | Oleh Boroday                                   |
| 77  | Ucraina | A       | Vitaliy Kvashuk                                |
| 91  | Ucraina | P       | Ihor Levchenko                                 |
| 99  | Ucraina | F       | Andriy Pylyavskyi                              |

## Jucători marcanți
- Timerlan Huseinov
- Yozhef Sabo
- Vladimir Onischenko

## Antrenori
| - Ivan Kladko (Jan 1936 – Dec 39) - Aleksandr Abramov (Jan 1957 – Sept 57) - Alexey Vodyagin (Sept 1957 – Dec 59) - Mikhail Antonevich (Jan 1960 – iulie 60) - Hryhoriy Balaba (Aug 1960 – Dec 61) - German Zonin (Jan 1962 – May 64) - Oleksandr Alpatov (May 1964 – Dec 64) - Konstantin Beskov (Jan 1965 – Dec 65) - Yevgeny Goryansky (Jan 1966 – Dec 67) - Petro Stupakov (Jan 1968 – iunie 68) - Viktor Gureyev (iulie 1968 – Sept 69) - German Zonin (Sept 1969 – Dec 72) - Vsevolod Blinkov (Jan 1973 – iunie 74) - Yevgeny Pestov (iunie 1974 – Dec 74) - Yuriy Zakharov (Jan 1975 – Dec 75) - Yevgeny Pestov (Jan 1976 – Dec 76) - Yozhef Sabo (Jan 1977 – Dec 77) - Yuriy Zakharov (Jan 1978 – Dec 79) - Vadym Dobyza (Jan 1980 – Dec 81) |  | - Yuriy Rashchupkin (Jan 1982 – Dec 83) - Oleh Bazilevich (Jan 1984 – Dec 84) - Oleksandr Zhuravlyov (Jan 1985 – Dec 85) - Vadym Dobyza (Dec 1985 – iulie 88) - Anatoly Baidachny (Aug 1988 – Dec 89) - Viktor Nosov (Jan 1990 – Aug 90) - Anatoliy Kuksov (Aug 1990 – iunie 93) - Anatoliy Shakun (iunie 1993 – martie 94) - Volodymyr Kobzarev (martie 1994 – Dec 94) - Yuriy Sevastyanov (Jan 1995 – martie 95) - Anatoliy Korshykov (martie 1995 – aprilie 95) - Oleksandr Zhuravlyov (aprilie 1995 – Oct 95) - Anatoliy Korshykov (Oct 1995 – Nov 95) - Viktor Aristov (Jan 1996 – iunie 96) - Anatoliy Kuksov (Aug 1996 – Nov 96) - Oleksandr Shakun (martie 1997 – Nov 97) - Vadym Dobyza (martie 1998 – iulie 98) - Oleksandr Shakun (interim) (Aug 1998) - Vadym Dobyza (Aug 1998 – aprilie 00) |  | - Yuriy Yeliseyev (aprilie 2000 – Nov 00) - Serhiy Pohodin (martie 2001 – Nov 01) - Yuriy Yeliseyev (martie 2002 – iunie 02) - Volodymyr Kobzarev (iulie 2002 – iulie 03) - Oleksiy Chystyakov (Aug 2003 – Sept 03) - Yuriy Sevastyanov (interim) (Sept 2003) - Oleksandr Dovbiy (Sept 2003 – iunie 04) - Yuriy Koval (iulie 2004 – Aug 10, 2006) - Yuriy Malyhin (interim) (Aug 2006) - Volodymyr Bezsonov (Aug 25, 2006 – Nov 3, 2006) - Yuriy Malyhin (interim) (Nov 2006 – Jan 07) - Oleksandr Kosevych (Jan 1, 2007 – martie 24, 2008) - Anatoliy Volobuev (martie 24, 2008 – 18 mai 2009) - Yuriy Dudnyk (interim) (18 mai 2009 – Sept 23, 2009) - Yuriy Koval (Sept 23, 2009 – Dec 31, 2009) - Anatoly Chantsev (1 ianuarie 2010 – 27 noiembrie 2011) - Yuriy Vernydub (28 noiembrie 2011–) |